# بهار در پاییز
بهار در پاییز فیلمی به کارگردانی مهدی فخیم زاده و نویسندگی ایرج رضایی، مهدی فخیم زاده محصول سال ۱۳۶۶ است.

## خلاصه داستان
پدر و مادر چهار برادر در بمباران شهرستان کشته می‌شوند و هیچ اثری از جنازه‌شان بدست نمی‌آید. چهار پسر آن‌ها، هادی (کارگردان سینما)، جعفر (پزشک)، حسن (مهندس) و جلال (دلال) راهی شهر زادگاهشان شده و در آنجا با خانهٔ ویران شده‌شان روبرو می‌شوند. پدر به تناوب بر هر کدام از این برادران و خانواده‌شان ظاهر می‌شود و از آن‌ها می‌خواهد که به خانه‌شان بازگردند. برادران جستجوی وسیع را برای یافتن پدر و مادر آغاز می‌کنند. آن‌ها در پایان می‌فهمند که پدر و مادرشان از بمباران جان سالم به در برده‌اند و این حوادث به تمامی تمهیدی بوده از طرف پدر و مادر تا آنان را مجدداً به اصلشان بازگرداند.

## بازیگران
- هادی اسلامی
- جعفر والی
- مهدی فخیم زاده
- پرویز پورحسینی
- مصطفی طاری
- فردوس کاویانی
- خسرو امیرصادقی
- محبوبه بیات
- ثریا حکمت
- پوراندخت مهیمن
- شیرین گلکار
- ملیحه نیکجومند
- سامی تحصنی